# Weilmünster
Weilmünster är en Gemeinde i Landkreis Limburg-Weilburg i det tyska förbundslandet i Hessen. Weilmünster, som för första gången nämns i ett dokument från år 1217, har cirka 9 000 invånare. Kommunerna Aulenhausen, Dietenhausen, Ernsthausen, Laimbach, Langenbach, Laubuseschbach, Lützendorf, Möttau, Rohnstadt och Wolfenhausen gick samman med Weilmünster 31 december 1970. Essershausen uppgick i kommunen 31 december 1971.

## Administrativ indelning
Weilmünster består av tretton Ortsteile: Audenschmiede, Aulenhausen, Dietenhausen, Ernsthausen, Essershausen, Laimbach, Langenbach, Laubuseschbach, Lützendorf, Möttau, Rohnstadt, Weilmünster och Wolfenhausen.